# Вулиця Сеньковича
Вулиця Сеньковича — вулиця у Шевченківському районі міста Львова, в місцевості Замарстинів. Пролягає від вулиці Замарстинівської до вулиці Варшавської, з якою з'єднується пішохідною доріжкою. Прилучається вулиця Волошкова та два проїзди до вулиці Сріблистої.

## Історія та забудова
Вулиця виникла у складі села Замарстинів на початку XX століття та від 1929 року мала назву Замкнена. У радянські часи, у 1958 році перейменована на Виробничу. Сучасна назва походить від 1993 року, на пошану львівського художника XVIII століття Федора Сеньковича.
Забудована переважно одно- та двоповерховими будинками 1930-х років у стилі конструктивізму. Зберігся один дерев'яний будинок, під № 34. Присутня також сучасна садибна забудова. Двоповерховий житловий будинок барачного типу під № 10 за радянських часів належав львівському ВПУ № 29. У липні 2012 року рішенням виконавчого комітету ЛМР цей житловий будинок прийнятий від ВПУ № 29 у комунальну власність міста Львова.